# Nanna Johansen
Nanna Mølbach Johansen, född 19 november 1986, är en dansk före detta fotbollsspelare och mittfältare som spelat i Malmö FF och 28 matcher i det danska A landslaget och 21 matcher i ungdomslandslagen.

## Klubbar
- Malmö FF
- IK Skovbakken
- Danmarks damlandslag i fotboll

## Meriter
- 28 A-landskamper för Danmark (3 mål)
- 4 U21-landskamper för Danmark (1 mål)
- 10 U19-landskamper för Danmark (6 mål)
- 7 U17-landskamper för Danmark (1 mål)
- EM 2005